# ألفونس دس غيروكس
ألفونس دس غيروكس (بالفرنسية: Alphonse Giroux)‏ هو رسام فرنسي، ولد في 6 أبريل 1776 في باريس في فرنسا، وتوفي بنفس المكان في 24 أبريل 1848.